# De elleve sataniske jordiske regler
De elleve sataniske jordiske regler (også kaldt De Elleve Sataniske Regler For Jorden eller bare Jordens 11 regler) benyttes af bestemte grene af satanismen som f.eks. ateistisk satanisme og i LaVeyisme.

## Fortolkning
1. Begå ikke formynderi, men vær sikker på at man har lyst at høre din mening.
2. Belast ikke andre med dine bekymringer, de fleste har nok i deres egne.
3. Når du er på andres ejendom, udvis respekt ellers undlad at komme.
4. Skulle en gæst ikke udvise respekt i dit hjem, behandl denne skidt uden forbehold.
5. Gør ikke tilnærmelser, med mindre du modtager signaler. "Parringssignalet" er LaVeys forkortelse af de reflekser, der kan være faktorer til at fortælle, om en person skulle have en interesse i en seksuelt; forstørrede pupiller, hurtigt åndedræt, rødmen osv.
6. Tag ikke andres ting, med mindre de beder dig om det.
7. Man skal anerkende magiens magt, hvis du har brugt den. Om her tales om lavere magi eller højere magi, må være op til læseren. Hvis man mener det har virket, benægt da ikke virkningen. 
8. Klag ikke over noget, der ikke berør dig selv.
9. Skad aldrig børn.
10. Dræb ikke dyr med mindre angrebet eller til føde. Udtrykket "Ikke-menneskeligt" benyttes her for at skelne mellem et dyr og det dyriske menneske.
11. Når man befærdes på et åbent område, besvær ikke andre. Hvis nogen besvære dig, bed denne om at stoppe. Hvis denne undlader, ødelæg vedkommende.

## Kritik af de elleve sataniske jordiske regler
Der findes forskellige fejlslutninger, måske særligt i forbindelse med børne- og dyremishandling, der i nogle menneskers diskurs bliver kædet sammen med satanisme.
I tiden omkring det såkaldte "Satanic Ritual Abuse", der blandt andet foregik i USA i 80'erne, skrev Michelle Smith sammen med psykiateren Lawrence Pazder bogen Michelle Remembers, om børnemishandling i forbindelse med satanistiske ritualer. Hvilket ifølge regel nr. 9 ikke må finde sted, og så fremdeles. I Danmark har man ikke oplevet helt den samme moralske panik, dog bragte f.eks. Ekstra Bladet i 1991 en artikel "Satanismen er over os som en storm", hvor Johannes Aagaard fra det nu lukkede Dialogcenteret, blev interviewet om satanisme. Artiklen er på mange måder sigende for, hvordan den amerikanske Satanic Panic har påvirket Danmark, hvor Dialogcenteret kom til at fremstå som de danske eksperter i satanisme på trods af, at deres faglige indgang til emnet har været under kritik. De har i mange tilfælde misforstået og fejlbehandlet informationer på en sådan måde, at det end ikke kan forsvares som subjektive teologiske analyser.

## De elleve sataniske jordiske regler
| The Eleven Satanic Rules of the Earth | De elleve sataniske jordiske regler |
| 1 | 1 |
| Do not give opinions or advice unless you are asked. | Giv ikke din mening eller råd til kende medmindre du bliver spurgt. |
| 2 | 2 |
| Do not tell your troubles to others unless you are sure they want to hear them. | Fortæl ikke andre om dine problemer med mindre du er sikker på, at de vil høre om dem. |
| 3 | 3 |
| When in another’s lair, show him respect or else do not go there. | Nar du er i en andens bo, vis ham da respekt ellers lad være med at gå derhen. |
| 4 | 4 |
| If a guest in your lair annoys you, treat him cruelly and without mercy. | Hvis en gæst i dit hjem irriterer dig, behandl ham da grusomt og uden nåde. |
| 5 | 5 |
| Do not make sexual advances unless you are given the mating signal. | Gør ikke seksuelle tilnærmelser med mindre du bliver givet parringssignalet. |
| 6 | 6 |
| Do not take that which does not belong to you unless it is a burden to the other person and he cries out to be relieved.                                                                                  | Tag ikke det, der ikke tilhører dig, med mindre det er en byrde for den anden person og han beder om at blive befriet.                                                                        |
| 7 | 7 |
| Acknowledge the power of magic if you have employed it successfully to obtain your desires. If you deny the power of magic after having called upon it with success, you will lose all you have obtained. | Anerkend magiens kraft hvis du har anvendt den succesfuldt for at opnå dine ønsker. Hvis du benægter magiens kraft efter at have pakaldt den med succes, vil du miste alt hvad du har opnået. |
| 8 | 8 |
| Do not complain about anything to which you need not subject yourself. | Klag ikke over noget, som du ikke behøver udsætte dig selv for. |
| 9 | 9 |
| Do not harm little children. | Gør ikke skade på små børn. |
| 10 | 10 |
| Do not kill non-human animals unless you are attacked or for your food. | Slå ikke ikke-menneskelige dyr ihjel med mindre det angriber dig, eller hvis det er for at finde føde.                                                                                        |
| 11 | 11 |
| When walking in open territory, bother no one. If someone bothers you, ask him to stop. If he does not stop, destroy him.                                                                                 | Når du befinder dig i åbent territorium, gener da ingen. Hvis nogen generer dig, bed ham stoppe. Hvis han ikke stopper, tilintetgør ham.                                                      |